# Segunda opinión
Una segunda opinión es en términos simples, un juicio dado en asunto disputado o con dudas entre dos o más partes. Es algo común en algunas áreas profesionales como el derecho y la medicina. 

## Asuntos legales
En los casos judiciales y asuntos legales en general, una segunda opinión que contradiga la opinión de un experto contratado conjuntamente puede descartarse por atentar a la imparcialidad. El recurso de apelación puede ser entendido, de manera muy elemental, como una segunda opinión por parte de un tribunal de mayor jerarquía. 
En algunos países que regulan los casos sobre negligencias en la reparación de vehículos, una segunda opinión puede ser obtenida con los diagnósticos detallados por escrito como una evaluación de daños, dándole la oportunidad al taller mecánico original de rectificar los errores encontrados.

## Asuntos médicos
Es común requerir una segunda opinión de los juicios clínicos que emiten profesionales de la salud, en particular sobre diagnósticos médicos. Esta puede ser requerida tanto por el propio paciente que necesita un punto de vista diferente, como también por los propios profesionales de la salud, como un médico de cabecera a modo de derivación sanitaria o interconsulta con un especialista médico que confirme un juicio clínico previo. Algunas de las razones principales por las cuales un paciente solicita una segunda opinión pueden ser las siguientes:
- Un médico recomienda realizar una cirugía o un procedimiento al cual el paciente no quiere someterse, hay un alto riesgo de sufrir secuelas o incluso la muerte.
- Un médico diagnostica una enfermedad grave o catastrófica, especialmente las degenerativas, como el cáncer.
- Un médico recomienda al paciente un tratamiento distinto al que el paciente cree necesario.
- Por razones económicas, cuando el precio de un procedimiento médico puede hacer optar al paciente a la búsqueda de una alternativa de menor costo.
- El paciente desconfía del diagnóstico o cree que es erróneo, al pensar o sentir que no padece lo que se le diagnosticó.
- El paciente cree que está frente a una negligencia médica.